# Monte Morra
Il Monte Morra è un rilievo dei monti Lucretili, nel Lazio, nella provincia di Roma, tra i comuni di San Polo dei Cavalieri, dove si trova la vetta, e Vicovaro. Con i suoi 1.036 metri di altitudine, risulta essere una delle cime più alte della catena. Domina il paese di Marcellina ed è presente una strada che si avvicina di molto alla sua cima passando per Prato Favale (780 metri). Dalla cima si gode di un'ottima panoramica, simile a quella del Monte Zappi (o Monte Gennaro). Sul monte sono presenti alcune falesie per arrampicatori.